# Goodwill Pharma Szeged
A Goodwill Pharma Szeged egy magyarországi jégkorongcsapat Szegeden, ami a másodosztályú Andersen Ligában szerepel. A klub a hazai mérkőzéseit a Szegedi jégcsarnokban játssza. Háromszoros nyert bajnokságot az Országos Bajnokság II-ben, az 1990-1991-es, 1992-1993-as és 2009-2010-es szezonban.

## Története
A klubot 1989-ben alapították, az első mérkőzését 1989 januárjában játszotta a másodosztályban. Az 1996-97-es, 1999-00-es és a 2000-01-es szezon során az Országos Bajnokság I-ben szerepelt a csapat. 2022-ben csatlakozott az Andersen Ligához. Az OB II szünetelése után 2013 és 2016 között a Szerbiai Jégkorong Bajnokságban szerepelt. A 2024-25-ös szezonban a csapat megnyerte az alapszakaszt 48 pontot gyűjtve.

## Szezonok

### Szerb Jégkorong Bajnokság
| Alapszakasz | Alapszakasz | Alapszakasz | Alapszakasz | Alapszakasz | Alapszakasz | Alapszakasz | Alapszakasz | Alapszakasz | Rájátszás                                                        |
| Szezon      | LM          | GY          | GY.H.       | V. H.       | V           | G           | P           | Helyezés    | Rájátszás                                                        |
| ----------- | ----------- | ----------- | ----------- | ----------- | ----------- | ----------- | ----------- | ----------- | ---------------------------------------------------------------- |
| 2013–14     | 11          | 5           | 2           | 0           | 4           | 66:57       | 19          | 3.          | Nem volt rájátszás                                               |
| 2014–15     | 12          | 5           | 0           | 3           | 4           | 58:48       | 18          | 3.          | Elődöntőben veszített a HK Beosztar ellen 0-2-es összesítésben   |
| 2015–16     | 10          | 7           | 0           | 0           | 3           | 65:40       | 21          | 3.          | Bronzmérkőzés: győzelem a HK NS Stars ellen 2-1-es összesítésben |

### Andersen Liga
| Alapszakasz | Alapszakasz | Alapszakasz | Alapszakasz | Alapszakasz | Alapszakasz | Alapszakasz | Alapszakasz | Alapszakasz | Rájátszás                                     | Rájátszás                              | Rájátszás                              | Rájátszás                                             |
| Szezon      | LM          | GY          | GY.H.       | V. H.       | V           | G           | P           | Helyezés    | Negyeddöntő                                   | Elődöntő                               | Döntő                                  | Eredmény                                              |
| ----------- | ----------- | ----------- | ----------- | ----------- | ----------- | ----------- | ----------- | ----------- | --------------------------------------------- | -------------------------------------- | -------------------------------------- | ----------------------------------------------------- |
| 2022–23     | 16          | 9           | 0           | 0           | 7           | 102-86      | 27          | 4.          | Vereség a Worm Angels ellen (1-2)             | -                                      | -                                      | -                                                     |
| 2023–24     | 20          | 11          | 1           | 1           | 7           | 118-119     | 40          | 5.          | Győzelem a MAC Ikonok ellen (2-0)             | Vereség az UNI Győr ETO HC ellen (0-2) | -                                      | Bronzmérkőzés Vereség az FTC-Telekom ellen (4-5 h.u.) |
| 2024–25     | 18          | 16          | 0           | 0           | 2           | 142:62      | 48          | 1.          | Győzelem az Óbudai Hockey Academy ellen (2-0) | Győzelem a Vasas SC ellen (3-0)        | Vereség az UNI Győr ETO HC ellen (2-3) | Ezüstérem                                             |